# Błędy i reszty (statystyka)
W statystyce i optymalizacji błędy i reszty to dwa ściśle ze sobą powiązane i często mylone określenia miary lub oszacowania odchylenia wartości zaobserowanej w próbie statystycznej od jej „wartości prawdziwej” (niekoniecznie obserwowalnej). Błędem zwykle nazywa się odchylenie wartości obserwowanej od prawdziwej wartości wielkości będącej przedmiotem zainteresowania (na przykład średniej w populacji). Reszta to różnica między wartością zaobserwowaną a oszacowaniem wartości wielkości będącej przedmiotem zainteresowania (przykładem takiego oszacowania dla średniej w populacji jest średnia z próby). Rozróżnienie to jest kluczowe w analizie regresji, gdzie błędy i reszty nazywane błędami i resztami regresji. W ekonometrii „błędy” nazywane są także zakłóceniami, zaburzeniami losowymi, innowacjami czy też realizacjami składnika losowego albo stochastycznego.